# Gaetano Salvemini (calciatore)
Gaetano Salvemini (Molfetta, 15 gennaio 1942 – Guastalla, 6 settembre 2024) è stato un allenatore di calcio e calciatore italiano, di ruolo attaccante. Vinse la Coppa Anglo-Italiana nel 1996 col Genoa a Wembley.

## Carriera

### Giocatore
Nel 1968 fu ingaggiato dall'Inter. Con i nerazzurri giocò una sola partita, in Coppa Italia, pareggiata 1-1 in casa del Lecco.

### Allenatore
Dopo aver frequentato il Supercorso di Coverciano, Salvemini allenò dal 1978 al 1981 l'Empoli in tre campionati di Serie C1, conclusi al nono, undicesimo e settimo posto; nel 1981 arrivò decimo alla guida della Reggina.
La stagione 1982-83 fu quella del primo esonero in carriera, da tecnico della SPAL, sempre in C1; in tale categoria allenò anche, nei due anni successivi, la Casertana (ottenendo il 5º posto) e la Ternana, che condusse a una sofferta salvezza dopo un campionato segnato da un notevole numero di pareggi.
Al debutto in Serie A con l'Empoli, nel 1986-87, seguirono le esperienze più importanti per l'allenatore, con le chiamate in Serie B del Bari e del Genoa. Con i galletti ottiene una promozione in Serie A nella stagione 1988-89, seguita dalla conquista della Mitropa Cup nel 1990 e da due salvezze conquistate nelle stagioni 1989-90 e 1990-91. Con i grifoni invece fallì la promozione in massima serie nelle stagioni 1995-96 e 1997-98.

## Morte
Salvemini è morto il 6 settembre 2024 all’Ospedale di Guastalla, vicino a Gualtieri, in provincia di Reggio Emilia, dove risiedeva, all'età di 82 anni. Lascia la moglie Vittoria, i figli Domenico, Cecilia, Marco e Andrea.
Oltre a condividere il nome e il cognome, per una curiosa coincidenza, era nato a Molfetta come l'omonimo storico e politico ed è venuto a mancare nello stesso giorno, ovvero il 6 settembre, a 67 anni esatti di distanza.

## Statistiche

### Statistiche da allenatore
In grassetto le competizioni vinte.
| Stagione        | Squadra         | Campionato      | Campionato | Campionato | Campionato | Campionato | Coppe nazionali | Coppe nazionali | Coppe nazionali | Coppe nazionali | Coppe nazionali | Coppe continentali | Coppe continentali | Coppe continentali | Coppe continentali | Coppe continentali | Altre coppe | Altre coppe | Altre coppe | Altre coppe | Altre coppe | Totale | Totale | Totale | Totale | % Vittorie |
| Stagione        | Squadra         | Comp            | G          | V          | N          | P          | Comp            | G               | V               | N               | P               | Comp               | G                  | V                  | N                  | P                  | Comp        | G           | V           | N           | P           | G      | V      | N      | P      | %          |
| --------------- | --------------- | --------------- | ---------- | ---------- | ---------- | ---------- | --------------- | --------------- | --------------- | --------------- | --------------- | ------------------ | ------------------ | ------------------ | ------------------ | ------------------ | ----------- | ----------- | ----------- | ----------- | ----------- | ------ | ------ | ------ | ------ | ---------- |
| 1978-1979       | Empoli          | C1              | 34         | 8          | 16         | 10         | CI-S            | 4               | 1               | 1               | 2               | -                  | -                  | -                  | -                  | -                  | -           | -           | -           | -           | -           | 38     | 9      | 17     | 12     | 23,68      |
| 1979-1980       | Empoli          | C1              | 34         | 9          | 15         | 10         | CI-S            | 6               | 3               | 1               | 2               | -                  | -                  | -                  | -                  | -                  | -           | -           | -           | -           | -           | 40     | 12     | 16     | 12     | 30,00      |
| 1980-1981       | Empoli          | C1              | 34         | 14         | 10         | 10         | CI-S            | 4               | 1               | 2               | 1               | -                  | -                  | -                  | -                  | -                  | -           | -           | -           | -           | -           | 38     | 15     | 12     | 11     | 39,47      |
| 1981-1982       | Reggina         | C1              | 34         | 10         | 13         | 11         | CI-C            | 6               | 2               | 3               | 1               | -                  | -                  | -                  | -                  | -                  | -           | -           | -           | -           | -           | 40     | 12     | 16     | 12     | 30,00      |
| lug.-dic. 1982  | SPAL            | C1              | 12         | 1          | 8          | 3          | CI+CI-C         | 5+2             | 2+1             | 0+1             | 3+0             | -                  | -                  | -                  | -                  | -                  | -           | -           | -           | -           | -           | 19     | 4      | 9      | 6      | 21,05      |
| 1983-1984       | Casertana       | C1              | 34         | 9          | 19         | 6          | CI+CI-C         | 5+2             | 1+0             | 1+0             | 3+2             | -                  | -                  | -                  | -                  | -                  | -           | -           | -           | -           | -           | 41     | 10     | 20     | 11     | 24,39      |
| 1984-1985       | Ternana         | C1              | 34         | 8          | 16         | 10         | CI-C            | 6               | 2               | 3               | 1               | -                  | -                  | -                  | -                  | -                  | -           | -           | -           | -           | -           | 40     | 10     | 19     | 11     | 25,00      |
| 1985-1986       | Empoli          | B               | 38         | 13         | 19         | 6          | CI              | 9               | 2               | 4               | 3               | -                  | -                  | -                  | -                  | -                  | -           | -           | -           | -           | -           | 47     | 15     | 23     | 9      | 31,91      |
| 1986-1987       | Empoli          | A               | 30         | 8          | 7          | 15         | CI              | 7               | 2               | 2               | 3               | -                  | -                  | -                  | -                  | -                  | -           | -           | -           | -           | -           | 37     | 10     | 9      | 18     | 27,03      |
| 1987-1988       | Empoli          | A               | 30         | 6          | 13         | 11         | CI              | 9               | 4               | 2               | 3               | -                  | -                  | -                  | -                  | -                  | -           | -           | -           | -           | -           | 39     | 10     | 15     | 14     | 25,64      |
| Totale Empoli   | Totale Empoli   | Totale Empoli   | 200        | 58         | 80         | 62         |                 | 39              | 13              | 12              | 14              |                    | -                  | -                  | -                  | -                  |             | -           | -           | -           | -           | 239    | 71     | 92     | 76     | 29,71      |
| 1988-1989       | Bari            | B               | 38         | 16         | 19         | 3          | CI              | 8               | 4               | 3               | 1               | -                  | -                  | -                  | -                  | -                  | -           | -           | -           | -           | -           | 46     | 20     | 22     | 4      | 43,48      |
| 1989-1990       | Bari            | A               | 34         | 6          | 19         | 9          | CI              | 2               | 1               | 0               | 1               | -                  | -                  | -                  | -                  | -                  | CM          | 3           | 3           | 0           | 0           | 39     | 10     | 19     | 10     | 25,64      |
| 1990-1991       | Bari            | A               | 34         | 9          | 11         | 14         | CI              | 6               | 1               | 3               | 2               | -                  | -                  | -                  | -                  | -                  | -           | -           | -           | -           | -           | 40     | 10     | 14     | 16     | 25,00      |
| lug.-set. 1991  | Bari            | A               | 5          | 0          | 2          | 3          | CI              | 4               | 2               | 2               | 0               | -                  | -                  | -                  | -                  | -                  | -           | -           | -           | -           | -           | 9      | 2      | 4      | 3      | 22,22      |
| Totale Bari     | Totale Bari     | Totale Bari     | 111        | 31         | 51         | 29         |                 | 20              | 8               | 8               | 4               |                    | -                  | -                  | -                  | -                  |             | 3           | 3           | 0           | 0           | 134    | 42     | 59     | 33     | 31,34      |
| 1992-feb. 1993  | Cesena          | B               | 24         | 6          | 8          | 10         | CI              | 5               | 2               | 1               | 2               | -                  | -                  | -                  | -                  | -                  | CAI         | 4           | 0           | 1           | 3           | 33     | 8      | 10     | 15     | 24,24      |
| set. 1993-1994  | Palermo         | B               | 35         | 12         | 12         | 11         | CI              | 2               | 0               | 0               | 2               | -                  | -                  | -                  | -                  | -                  | -           | -           | -           | -           | -           | 37     | 12     | 12     | 13     | 32,43      |
| 1994-mar. 1995  | Palermo         | B               | 24         | 6          | 10         | 8          | CI              | 2               | 1               | 0               | 1               | -                  | -                  | -                  | -                  | -                  | -           | -           | -           | -           | -           | 26     | 7      | 10     | 9      | 26,92      |
| Totale Palermo  | Totale Palermo  | Totale Palermo  | 59         | 18         | 22         | 19         |                 | 4               | 1               | 0               | 3               |                    | -                  | -                  | -                  | -                  |             | -           | -           | -           | -           | 63     | 19     | 22     | 22     | 30,16      |
| feb.-giu. 1996  | Genoa           | B               | 15         | 6          | 4          | 5          | CI              | 0               | 0               | 0               | 0               | -                  | -                  | -                  | -                  | -                  | CAI         | 1           | 1           | 0           | 0           | 16     | 7      | 4      | 5      | 43,75      |
| mar.-giu. 1997  | Lucchese        | B               | 15         | 5          | 6          | 4          | CI              | 0               | 0               | 0               | 0               | -                  | -                  | -                  | -                  | -                  | -           | -           | -           | -           | -           | 15     | 5      | 6      | 4      | 33,33      |
| lug.-set. 1997  | Genoa           | B               | 5          | 0          | 1          | 4          | CI              | 4               | 2               | 1               | 1               | -                  | -                  | -                  | -                  | -                  | -           | -           | -           | -           | -           | 9      | 2      | 2      | 5      | 22,22      |
| Totale Genoa    | Totale Genoa    | Totale Genoa    | 20         | 6          | 5          | 9          |                 | 4               | 2               | 1               | 1               |                    | -                  | -                  | -                  | -                  |             | 1           | 1           | 0           | 0           | 25     | 9      | 6      | 10     | 36,00      |
| gen.-giu. 1999  | Cremonese       | B               | 21         | 1          | 4          | 16         | CI              | 0               | 0               | 0               | 0               | -                  | -                  | -                  | -                  | -                  | -           | -           | -           | -           | -           | 21     | 1      | 4      | 16     | &4,76      |
| gen.-giu. 2001  | Monza           | B               | 19         | 6          | 2          | 11         | CI              | 0               | 0               | 0               | 0               | -                  | -                  | -                  | -                  | -                  | -           | -           | -           | -           | -           | 19     | 6      | 2      | 11     | 31,58      |
| Totale carriera | Totale carriera | Totale carriera | 583        | 159        | 234        | 190        |                 | 98              | 34              | 30              | 34              |                    | -                  | -                  | -                  | -                  |             | 8           | 4           | 1           | 3           | 689    | 197    | 275    | 227    | 28,59      |

## Palmarès

### Giocatore
- Campionato italiano di Serie B: 1

Venezia: 1965-1966
- Campionato italiano Serie D: 1

Siena: 1975-1976 (girone E)

### Allenatore
- Coppa Mitropa: 1

Bari: 1990
- Coppa Anglo-Italiana: 1

Genoa: 1995-1996